# Aérospatiale AS.15TT
AS.15 TT är en fransk sjömålsrobot. Den utvecklades av Aérospatiale under 1970-talet för att ersätta Nord AS.12 med en robot med längre räckvidd och allvädersförmåga.

## Utveckling
Roboten AS.12 var en storsäljare för Nord Aviation, men MCLOS-styrningen var besvärlig att använda och blev snabbt betraktad som omodern. Efter att Nord Aviation gått samman med Sud Aviation och bildat Aérospatiale 1970 började man titta på en ersättare. Den första varianten AS.15 byggdes för att vara kompatibel med AS.12. Den hade längre räckvidd, var längre och slankare och styrdes via radiolänk i stället för styrkabel. Den hade SACLOS-styrning vilket var en förbättring, men den krävde att skytten kunde se och följa målet vilket visade sig vara svårt på 15 km håll, i synnerhet i mörker och dåligt väder. År 1976 valde därför Aérospatiale att släppa kompatibiliteten med AS.12 och satsade i stället på den radarstyrda varianten AS.15 TT (TT = Tous Temps, allväder), till stor del på begäran från den första och största kunden Saudiarabien.
AS.15 TT är till skillnad från AS.12 och AS.15 inte spinnstabiliserad utan har i stället ett stabiliseringsgyro och radarhöjdmätare vilket gör att den kan flyga på bara några meters höjd över vattnet. På två (senare alla fyra) av vingspetsarna sitter mottagarantenner för radiolänken som styrs automatiskt av eldledningsradarn i helikoptern. Antennerna är bakåtriktade för att försvåra störning. I slutfasen används en bredlobsantenn för att fånga upp målets radareko.
Även en fartygsbaserad version MM.15 har utvecklats för mindre stridsfartyg. Den har kraftigare startmotorer och väger därför 103 kg. Den levereras i en förseglad avfyringstub för fyra robotar.
Sedan Aérospatiale gick upp i MBDA år 2001 sker inte längre någon utveckling eller marknadsföring av AS.15 TT. På 2010-talet lanserade MBDA i stället efterföljaren Sea Venom.

## Användning
Den första kunden var Saudiarabien som beställde 221 robotar för deras Dauphin-helikoptrar med leveransstart i juni 1985. Nästa kund var Irak som betalade 131 miljoner dollar för ett okänt antal robotar. Inga hann dock levereras innan Kuwaitkriget bröt ut. I stället användes de saudiska robotarna mot Irakiska patrullbåtar under Gulfkriget. Totalt 15 robotar avfyrades mot 5 båtar varav 3 sänktes och de övriga skadades svårt. Under 1990-talet köpte även Bahrain och Förenade Arabemiraten AS.15 TT-robotar till sina Panther- och Cougar-helikoptrar. Även Australien, Kuwait och Nya Zeeland har utvärderat AS.15 TT men valt att köpa andra robotar (Penguin, Sea Skua respektive Maverick).

## Användare
- Bahrain – 20 robotar. Används på Dauphin-helikoptrar.
- Frankrike – Runt 30 robotar inköpta för utvärdering. Aldrig tagna i tjänst.
- Förenade Arabemiraten – Ett okänt antal robotar inköpta 1995. Används på Panther- och Cougar-helikoptrar.
- Irak – Runt 200 robotar beställda innan Kuwaitkriget. Inga levererade.
- Saudiarabien – Totalt 254 robotar. Används på Dauphin-helikoptrar, Al Madinah-fregatter samt kustrobotbatterier.